# Amerikanska Jungfruöarna i olympiska sommarspelen 2000
Amerikanska Jungfruöarna deltog i olympiska sommarspelen 2000 med 9 personer varav 3 var kvinnor och 6 var män, ingen av deltagarna tog någon medalj.

## Resultat

### Friidrott
Herrarnas 110 meter häck
- Jeff Jackson
  - Rond 1 - 14,05
  - Rond 2 - 14,17 (avancerade inte)

Damernas 100 meter
- Ameerah Bello
  - Rond 1 - 11,64 (avancerade inte)

Damernas 200 meter
- Ameerah Bello
  - Round 1 - DNS (avancerade inte)

Damernas längdhopp
- Flora Hyacinth
  - Kvalet - 6,08 (avancerade inte)

### Segling
Två män från Amerikanska Jungfruöarna deltog i segling under spelen.
Herrar
Mistral
- Paul Stoeken
  1. Race 1 - 23
  2. Race 2 - 27
  3. Race 3 - (37) RET
  4. Race 4 - 31
  5. Race 5 - (32)
  6. Race 6 - 30
  7. Race 7 - 24
  8. Race 8 - 28
  9. Race 9 - 27
  10. Race 10 - 25
  11. Race 11 - 21
  12. Final - 236 (trettioandraplats)

Herrar
Finnjolle
- Ben Beer
  1. Race 1 - 20
  2. Race 2 - 24
  3. Race 3 - 22
  4. Race 4 - 13
  5. Race 5 - 21
  6. Race 6 - 20
  7. Race 7 - (26) DNF
  8. Race 8 - (26) DNF
  9. Race 9 - 23
  10. Race 10 - 22
  11. Race 11 - 20
  12. Final - 185 (tjugofjärdeplats)

### Simning
Herrar 100m Fristil
- George Gleason
  - Försöksheat - 52 (avancerade ej)

Herrar 200m Fristil
- George Gleason
  - Försöksheat - 1:54,64 (avancerade ej)

Herrar 200m Medley
- George Gleason
  - Försöksheat - 02:08,25 (avancerade ej)